# Kirk Muyres
Kirk Muyres (St. Gregor, 29 de junio de 1990) es un deportista canadiense que compitió en curling. Ganó una medalla de bronce en el Campeonato Mundial de Curling Mixto Doble de 2018.

## Palmarés internacional
| Campeonato Mundial Mixto Doble | Campeonato Mundial Mixto Doble | Campeonato Mundial Mixto Doble | Campeonato Mundial Mixto Doble |
| Año                            | Lugar                          | Medalla                        | Prueba                         |
| ------------------------------ | ------------------------------ | ------------------------------ | ------------------------------ |
| 2018                           | Östersund (Suecia)             | Medalla de bronce              | Mixto doble                    |